# Avvenire
Avvenire är en italiensk dagstidning som ägs av Katolska kyrkan. Avvenire grundades 1968.